# Kanton Périers
Kanton Périers (francouzsky Canton de Périers) byl francouzský kanton v departementu Manche v regionu Dolní Normandie. Tvořilo ho 12 obcí. Zrušen byl po reformě kantonů 2014.

## Obce kantonu
- Baupte
- Feugères
- Gonfreville
- Gorges
- Marchésieux
- Nay
- Périers
- Le Plessis-Lastelle
- Saint-Germain-sur-Sèves
- Saint-Jores
- Saint-Martin-d'Aubigny
- Saint-Sébastien-de-Raids